# Tintin (revija)
Tintin (francosko Le Journal de Tintin; nizozemsko Kuifje) je bila tedenska Franko-belgijska stripovska revija, ki je izhajala v drugi polovici dvajsetega stoletja. S podnaslovom "Revija za mlade od 7 do 77" je bila ena večjih publikacij Franko-belgijske stripovske scene, ki je objavljala pomembne serije, kot sta Blake in Mortimer, Alixter glavni naslov Tintin in njegove pustolovščine. Prvotno pod založbo Le Lombardom, je prva številka izšla leta 1946, zadnja pa leta 1993.
Revija Tintin je bila del zapletene založniške sheme. Primarna vsebina revije se je osredotočala na eno ali dve novi strani iz številnih prihajajočih stripovskih albumov, ki jih je bilo treba še objaviti v celoti, s čimer so pritegnili bralce, ki niso mogli prenesti čakanja na celotne albume. Revije je objavljala več različnih stripovskih vsebin, kar je omogočalo izpostavitev tudi drugače manj znanih avtorjev. Tintin je bila na voljo tudi v vezavi iz trde ali mehke platnice. Vsebina je vedno vsebovala polnilno gradivo, od katerih je nekatero zanimalo oboževalce, na primer nadomestne različice strani zgodb o Tintinu in intervjuji z avtorji in umetniki. Vsak strip, ki se je pojavil v reviji, ni bil pozneje postavljen v knjižno obliko, kar je bila še ena spodbuda za naročanje na revijo. Če je bila kakovost tiskanja v Tintinu v sedemdesetih letih visoka v primerjavi z ameriškimi stripi, je bila kakovost albumov odlična, saj so uporabljali drage papirne in tiskarske postopke (in imeli zato ustrezno visoke cene).

## Zgodovina publikacij

### Zgodnja zgodovina: 1946 do 1949
Raymond Leblanc in njegovi partnerji so po drugi svetovni vojni ustanovili majhno založbo in se odločili za ustvarjanje ilustrirane mladinske revije. Odločili so se, da bo Tintin popoln junak, saj je bil takrat že zelo znan. Poslovni partner André Sinave se je sestal z Tintinovim avtorjem Hergéjem in predlagal ustanovitev revije. Hergéja, ki je med vojno delal za Le Soir, so preganjali zaradi domnevne kolaboracije z Nemci in je tako ostal brez založnika. Po posvetovanju s prijateljem Edgarjem Pierrom Jacobsom se je Hergé strinjal s predlogom.
Prva številka, ki je izšla 26. septembra 1946, je bila v francoščini. V njej so bili umetniki Hergé, Jacobs, Paul Cuvelier in Jacques Laudy, njihov skupni prijatelj Jacques Van Melkebeke pa je bil njihov urednik. (Zaradi sumov incivizma, ki je ostal zaradi vojne, je bil Van Melkebeke primoran kmalu zatem odstopiti iz svojega položaja.) Hkrati je izšla nizozemska izdaja z naslovom Kuifje (Kuifje je ime istoimenskega lika Tintina v nizozemščini). Izdano je bilo 40.000 izvodov v francoščini ter 20.000 v nizozemščini.
Za Kuifje je bil imenovan ločen glavni urednik, Karel Van Milleghem. Izmislil je znameniti slogan "Revija za mlade od 7 do 77", ki so ga kasneje vsebovale druge izdaje. (Van Milleghem je Raymondu Leblancu dal idejo za animacijski studio Belvision, ki je postal največji evropski animacijski studio, ki je ustvaril deset celovečernih filmov, med njimi tudi nekaj s Tintinom. Van Milleghem je bil tudi tiste, ki je Boba De Moora predstavil reviji in Hergéju. De Moor je postal redni član revije in glavni umetnik v Studiu Hergé.)
Leta 1948 je revija narasla z 12 na 20 strani, začela pa je izhajati tudi ločena različica za Francijo. Ekipi se je pridružila skupina novih mladih umetnikov: Francozi Étienne Le Rallic, Jacques Martin in Dino Attanasio ter Flamec Willy Vandersteen.
Hergé je desetletja imel umetniški nadzor nad revijo, čeprav je bil včasih odsoten za daljša obdobja, njegova nova dela pa so bila redkejša. Njegov vpliv je zelo očiten v Vandersteinovi Suske en Wiske, v kateri je Hergé namenil večjo pozornost zgodbam, urejanju in spremembi likovnega sloga.

#### Tintin-kupon
Da bi ohranili svoje bralce, je revija Tintin ustvarila neke vrste potni list zvestobe, imenovan "Chèque Tintin" v Franciji (Tintin-kupon) in "Timbre Tintin" v Belgiji (Tintin-žig), ki je bil ponujen pri vsaki številki revije, v vsakem komičnem albumu založbe Le Lombard in tudi na številnih živilskih izdelkih. Te kuponi so bili lahko zamenjani za različna darila, ki drugače niso na voljo v trgovinah. Druge blagovne znamke, večinoma iz prehrambenih podjetij, so se povezale s sistemom kuponov Tintin: mogoče jih je bilo najti na moki, škatlah z zdrobom, itd. Obstajala je Tintin soda in celo čevlji Tintin. Francoska železniška družba je šla tako daleč, da je predlagala 100 km železniškega prevoza za 800 znamk. Med darili so bili kromolitografi, izvlečeni iz posameznih številk revij, ali izvirne umetnine.
V času uvedbe kuponov je revija prodajala 80.000 izvodov v Belgiji in le 70.000 v Franciji. Zaradi uspeha kuponov je število izdanih izvodov v Franciji hitro naraslo na 300.000 na teden. Kuponi so izginili do konca šestdesetih let dvajsetega stoletja.

### Petdeseta leta
V petdesetih letih so se pojavili novi umetniki in serije:
- Tibet s svojo šaljivo vestern Chick Bill in svojo detektivsko serijo Ric Hochet
- Raymond Macherot s svojo fantazijsko serijo Chlorophylle in detektivsko serijo Clifton
- Maurice Maréchal - Prudence Petitpas.
- Jean Graton z Michel Vaillant
- Albert Uderzo in René Goscinny z Oumpah-pah

Revija je postajala vedno bolj mednarodna in uspešna: naenkrat so obstajale ločene različice za Francijo, Švico, Kanado, Belgijo in Nizozemsko, z okoli 600.000 prodanimi izvodi na teden. Revija se je povečala na 32 strani, nastala je tudi cenejša različica: Chez Nous (v francoščini) / Ons Volkske (v nizozemščini), natisnjena na cenejšem papirju in v glavnem iz ponatisov revije Tintin ter nekaj novih serij Tibeta in Studia Vandersteen.

### Šestdeseta leta
V šestdesetih letih je revija še naprej privabljala nove umetnike. Uredniška vrstica je bila očitno nagnjena k humorju: Greg (kot glavni urednik in avtor nadaljevank, kot je priredba Zig et Puce), Jo-El Azara (s Taka Takata), Dany (z Olivierjem Rameaujem) in Dupa (s Cubitusom). Reviji so se pridružili še drugi avtorji, denimo William Vance (z Ringom in Bruno Brazil) in Hermann (z Bernardom Princeom).

### Sedemdeseta leta
V 70. letih dvajsetega stoletja je scena stripov v Franciji in Belgiji doživela pomembne spremembe. Razpoloženje za revije se je v poznih šestdesetih letih zmanjšalo v prid albumom. Leta 1965 je bil Greg imenovan za glavnega urednika. Preoblikoval je uredniško vrstico, da bi bil v koraku z novim načinom razmišljanja tistega časa. Liki so pridobili psihološke dimenzije, pojavili so se pravi ženski liki in seks. Reviji so dodali nove serije tujih umetnikov. Tudi moralizirajoči članki in dolge biografije so izginili. Te preobrazbe so bile okronane z uspehom, kar je vodilo do nagrade Rumenega dečka na festivalu stripov Lucca, ki jo je revija prejela leta 1972 za najboljšo publikacijo leta. Greg je leta 1974 odstopil z mesta glavnega urednika.
Najpomembnejši novi avtorji v sedemdesetih letih so bili:
- Derib (Buddy Longway)
- Franz (Jugurtha)
- Cosey (Jonathan)
- Gilles Chaillet (Vasco)
- Jean-Claude Servais
- Hugo Pratt (Corto Maltese)
- Will Eisner (The Spirit)

In še več v smeri humorja:
- Turk & De Groot z Robin Dubois

### Osemdeseta in devetdeseta
Osemdeseta leta dvajsetega stoletja kažejo stalen upad revije Tintin z različnimi kratkotrajnimi poskusi privabljanja novega občinstva. Mladostniki in odrasli so imeli raje (A SUIVRE), če so sploh brali stripe, mlajši otroci pa so se zdeli manj naklonjeni branju stripovskih revij, saj so imeli rajši albume. Kljub temu so bili predstavljeni nekateri pomembni novi avtorji in serije, med njimi Grzegorz Rosiński s Thorgalom in Andreas z Rorkom. Konec leta 1980 je bila belgijska izdaja preklicana, francoska izdaja pa je ostala.
Leta 1988 je število prodanih francoskih izdaj upadlo na 100.000, in ko se je končala pogodba med družino Hergé in Raymondom Leblancem, so ime spremenili v Tintin Reporter. Alain Baran, Hergéjev prijatelj, je poskušal revijo oživeti. Revija po šestih mesecih izginila in za seboj pustila finančno katastrofo. Prodaja revije je močno upadla, objava nizozemske različice Kuifje pa se je leta 1992 končala, francoska različica, preimenovana v Hello Bédé, pa je leta 1993 končno izginila.

## Mednarodne izdaje
- Med letoma 1968 in 1983 je izhajala verzija v portugalščini.
- Med letoma 1969 in 1972 je obstajala grška verzija revije.
- Egipčanska (arabska) verzija je obstajala med letoma 1971 in 1980.

## SpirouinTintinovorivalstvo
Revija Tintin je bila že od začetka v konkurenci z revijo Spirou. Kot del gentlemanskega dogovora obeh založnikov, Raymonda Leblanca iz Le Lombarda in Charlesa Dupuisa iz Dupuisa, če bi enega umetnika izdala ena od revij, ga druga ne bi objavljala. Ena izjemnih izjem je bil André Franquin, ki se je leta 1955 po sporu z urednikom preselil iz bolj priljubljene Spirou v Tintin. Spor je bil hitro rešen, toda do takrat je Franquin s Tintinom že podpisal pogodbo za pet let. Ustvaril je Modeste et Pompon za Tintin, medtem ko je nadaljeval delo za Spirou. Ob koncu pogodbe je zapustil Tintina. Nekateri umetniki so se iz Spirouja preselili v Tintin kot Eddy Paape in Liliane & Fred Funcken, nekateri pa so se iz Tintina prešli v Spirou kot Raymond Macherot in Berck.

## Glavni avtorji in serije
- Édouard Aidans (fr): Tounga (1961–1985), Bob Binn (1960–1977), Marc Franval (1963–1974)
- Andreas: Rork (1978–1993)
- Dino Attanasio: Signor Spaghetti (1957–1978), Modeste et Pompon, (1959–1968)
- Jo-El Azara: Taka Takata (1965–1980)
- Bara: Max L'Explorateur (1968–1975), Cro-Magnon (1974–1993)
- Berck: Strapontin (1958–1968)
- Gordon Bess: Redeye (1969–1990)
- Bom: Julie, Claire, Cécile et les autres... (1982–1993)
- Cosey: Jonathan (1975–1986)
- François Craenhals: Le Chevalier Ardent (1966–1986), Pom et Teddy (1953–1968)
- Paul Cuvelier: Corentin (1946–1984, sporadically)
- Dany: Olivier Rameau (1968–1988)
- Bob de Groot: Clifton (1970–1990), Robin Dubois (1969–1986)
- Bob de Moor: Barelli (1950–1986, sporadically), Professeur Tric (1950–1979)
- Christian Denayer: Alain Chevalier (1976–1985), Casseurs (1975–1990)
- Derib: Buddy Longway (1972–1987), Go West (1971–1978), Yakari (1978–1982)
- André-Paul Duchâteau: Ric Hochet (1959–1992), Chick Bill (1965–1970)
- Dupa: Cubitus (1968–1993), Chlorophylle (1971–1983)
- André Franquin: Modeste et Pompon (1955–1959)
- Fred and Liliane Funcken: Various historical comics (1952–1988)
- Géri: G. Magellan (1969–1979)
- Christian Godard: Martin Milan (1967–1984)
- René Goscinny: Oumpa-Pah (1958–1962), Signor Spaghetti (1957–1978)
- Jean Graton: Michel Vaillant (1957–1976)
- Greg: Zig, Puce et Alfred (1963–1969), Bernard Prince (1966–1985), Chick Bill (1958–1987) etc.
- Hachel: Benjamin (1969–1980)
- Hergé: The Adventures of Tintin (1946–1966, 1975), Jo, Zette et Jocko (1946–1954), Quick et Flupke (1947–1955)
- Hermann: Bernard Prince (1966–1980), Comanche (1969–1982)
- Edgar Pierre Jacobs: Blake et Mortimer (1946–1972, 1990)
- Raymond Macherot: Chlorophylle (1954–1966), Clifton (1959–1963)
- Maurice Maréchal: Prudence Petitpas (1957–1969)
- Jacques Martin: Alix (1948–1985), Lefranc (1952–1982, sporadically)
- Mittéï: Indésirable Désiré (1960–1977), 3A (1962–1967), Modeste et Pompon (1965–1975)
- Mouminoux: Rififi (1970–1980)
- Eddy Paape: Luc Orient (1967–1984)
- Raymond Reding: Jari (1957–1978), Section R (1971–1979)
- Grzegorz Rosinski: Thorgal (1977–1992), Hans (1980–1993)
- Sidney: Julie, Claire, Cécile et les autres... (1982–1993)
- Tibet: Ric Hochet (1955–1992), Chick Bill (1955–1993)
- Turk: Clifton (1970–1983), Robin Dubois (1969–1986)
- Albert Uderzo: Oumpah-pah (1958–1962)
- Jean Van Hamme: Thorgal (1977–1992)
- William Vance: Bruno Brazil (1967–1983), Bob Morane (1975–1993)
- Willy Vandersteen: Bob et Bobette (1948–1958, 1981), Altesse Riri (1953–1960)
- Vicq: Taka Takata (1965–1980)
- Albert Weinberg: Dan Cooper (1954–1977)
- Weyland: Aria (1980–1992)

### Preverjeni viri
- Dossier and issue index of Belgian Tintin and French Tintin BDoubliées (francosko)